# Бестужев-Рюмин, Михаил Павлович
Михаи́л Па́влович Бесту́жев-Рю́мин (23 мая [4 июня] 1801, Кудрёшки, ныне Нижегородская область — 13 [25] июля 1826, Санкт-Петербург) — подпоручик русской армии, декабрист, участник Южного общества, один из руководителей Васильковской управы и восстания Черниговского полка. По приговору суда повешен вместе с другими руководителями декабристского движения 25 июля 1826 года у Петропавловской крепости.

## Биография
Сын надворного советника Павла Николаевича Бестужева-Рюмина и Екатерины Васильевны, урождённой Грушецкой (рожд. 1748 года, умерла до 1826). Получил домашнее образование. Слушал лекции профессоров Московского университета. 23 февраля 1818 года получил аттестат Комитета испытаний при Московском университете с оценками «хорошо» и «очень хорошо». Полученный аттестат давал право на дальнейшие повышения при поступлении на службу по гражданской части. Однако Бестужев-Рюмин поступил на военную службу.

С 13 июля 1818 года — юнкер Кавалергардского полка, с 12 апреля 1819 года — эстандарт-юнкер. В Семёновском полку с 9 марта 1820 года. Здесь началась его дружба с С. Муравьёвым-Апостолом, в то время командиром 3-й фузелёрной роты полка. Подпрапорщик. 24 декабря 1820 года при расформировании Семёновского полка переведён в Полтавский пехотный полк. В звании прапорщика с 12 января 1821 года. Член Южного тайного общества с 1823 года (по данным О. И. Киянской, с 1822 года: «…Общепризнанная дата — 1823 неверна»). Возглавлял вместе с С. Муравьёвым-Апостолом Васильковскую управу. Вёл переговоры с Польским патриотическим обществом (январь 1824) и о слиянии Общества соединённых славян с Южным обществом (1825). В декабре 1825 года вместе с С. И. Муравьёвым-Апостолом составил «Православный катехизис», который был прочитан восставшим солдатам. На момент восстания 14 декабря 1825 года был подпоручиком. 

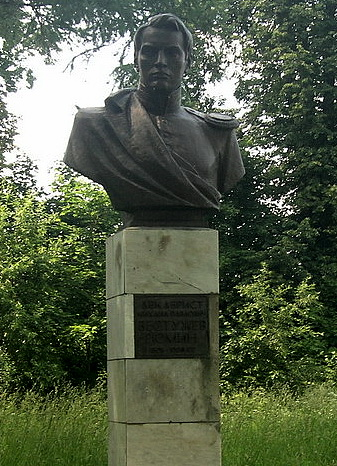
Памятник М. П. Бестужеву-Рюмину в Кудрёшках

За несколько месяцев до казни Бестужев-Рюмин занимался русским языком со словарями. 27 января в письме к одному из главных следователей, генералу Чернышёву, он пишет: «Генерал, благоволите испросить у Комитета, чтобы он соизволил разрешить мне отвечать по-французски, потому что я, к стыду своему, должен признаться, что более привык к этому языку, чем к русскому». На что получил такой ответ: «Отказано, с строгим подтверждением через коменданта, чтобы непременно отвечал на русском языке».
13 июля 1826 года Бестужев-Рюмин был казнён на кронверке Петропавловской крепости в числе пяти участников декабристского восстания. По свидетельству очевидца, устройство эшафота в городской тюрьме Санкт-Петербурга производилось заблаговременно. В 12 часов ночи в Петропавловскую крепость прибыли генерал-губернатор, шеф жандармов и другие представители власти, после чего на площадь было велено вывести 120 осуждённых (кроме пяти приговорённых к смертной казни) и солдат Павловского гвардейского полка. Во время казни помост, на котором стояли декабристы, упал, и трое из них — Рылеев, Муравьев-Апостол и Каховский — сорвались, после чего были повешены снова. По одной из версий, похоронен вместе с другими казнёнными декабристами на острове Голодае.

## Киновоплощение
- «Союз спасения» — актёр Иван Янковский